# Bartoszówka (Ukraina)
Bartoszówka (ukr. Бартошівка) – wieś na Ukrainie, w obwodzie tarnopolskim, w rejonie tarnopolskim..
Podczas sowieckiej deportacji Polaków w dniach 12-15 kwietnia 1940 z 87 zamieszkałych w Bartoszówce rodzin polskich wywieziono 84.